# Vågn op med Danmark
|  | Denne artikel er oprettet af botten Steenthbot ud fra en ekstern database. Den kan derfor have sproglige fejl eller mangler. Denne skabelon kan fjernes efter kontrol af indholdet. |

Vågn op med Danmark er en dansk filmskolefilm fra 2022 instrueret af Joseph Valentino Palau.

## Handling
Isaac Zaire er en dansk-afrikansk komiker der har svært ved at slå igennem. Efter mange mislykkede open mic-aftener opdager han, at hvis han håner sin etniske kultur, får han publikum til at grine. Dette får hans berømmelse til at skyde i vejret. Flere ting får Isaac til at åbne øjnene for den degradering af sig selv han har skabt. Dette får ham til at beslutte sig for, at følge sit hjerte og forfølge sin sande stemme.